# Pompejus Bolley

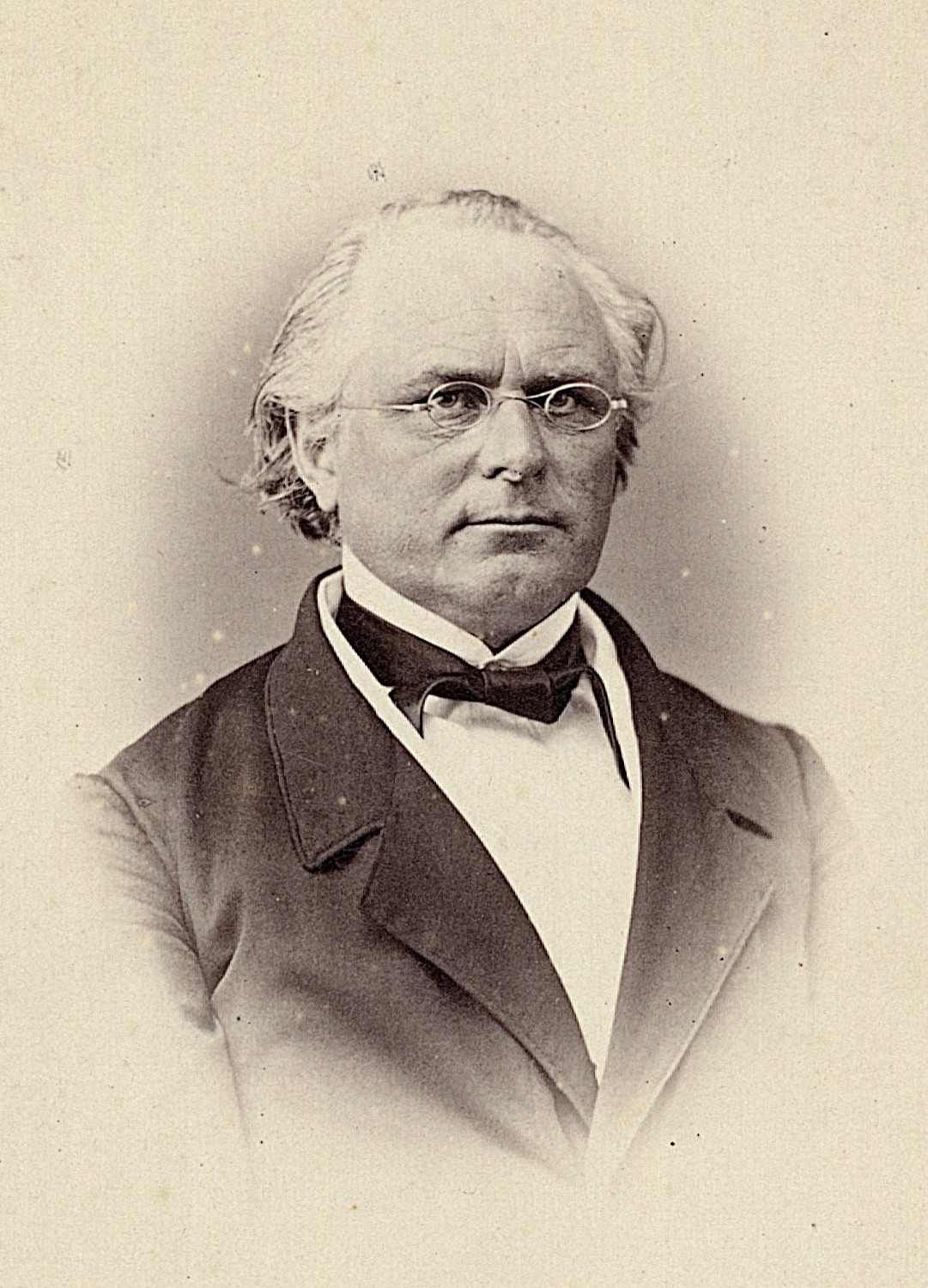
Pompejus Bolley
Foto: Johannes Ganz

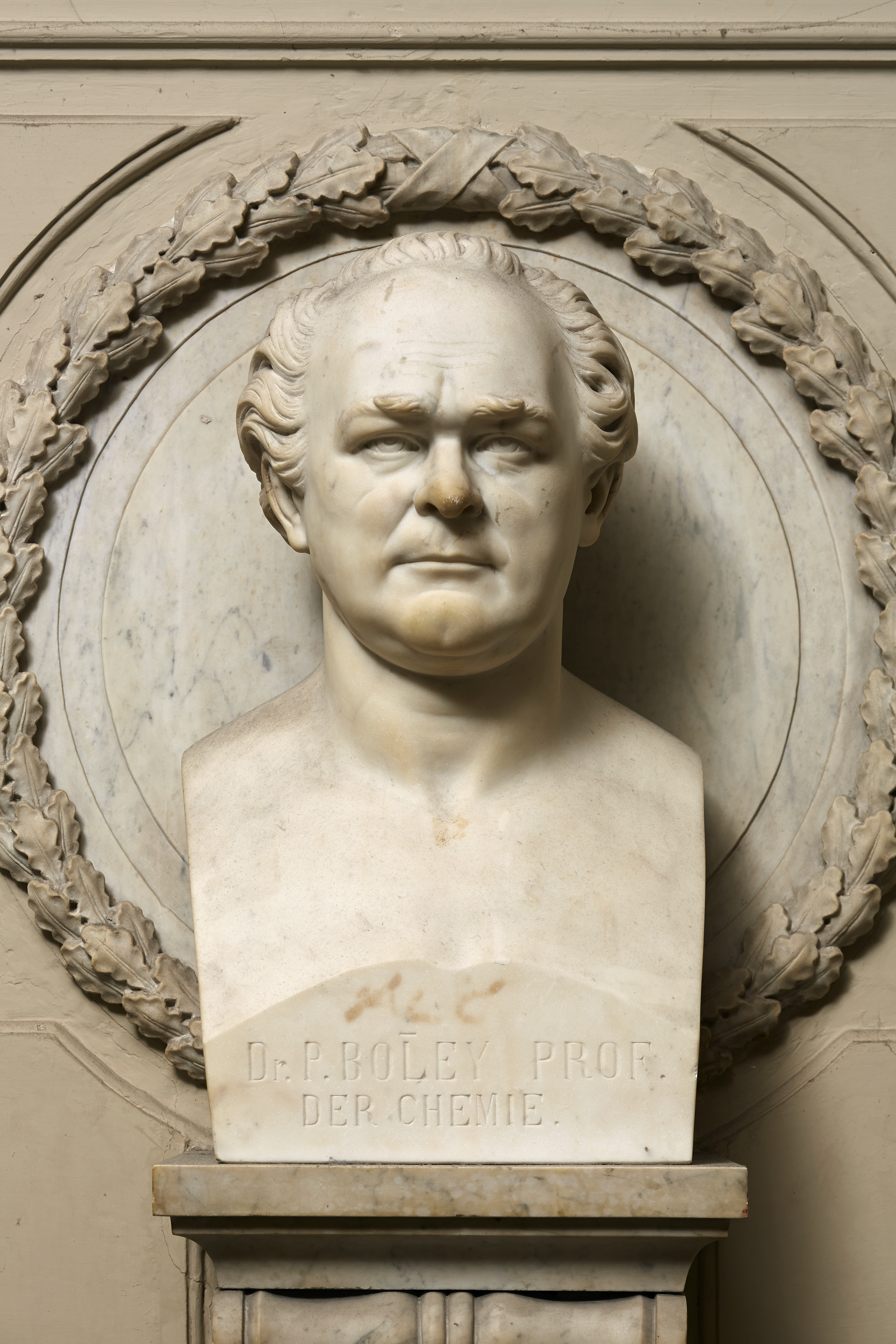
Denkmal für P. Bolley (J. L. Keiser, 1871)

Pompejus Alexander Bolley (* 7. Mai 1812 in Heidelberg; † 3. August 1870 in Zürich) war deutsch-schweizerischer Chemiker, Mitbegründer und Professor der ETH Zürich.

## Leben
Bolley studierte während 1830–1836 in Heidelberg Mineralogie, Bergbau und Chemie. 1831 wurde er Mitglied der Alten Heidelberger Burschenschaft Franconia. Im Jahre 1833 wurde Bolley, wegen der missliebigen Beteiligung an der Burschenschaft, nach achtmonatiger Untersuchungshaft zu sechs Monaten Festungsarrest verurteilt. Er ist im Schwarzen Buch der Frankfurter Bundeszentralbehörde (Eintrag Nr. 152) festgehalten.
Es folgte 1836 seine Promotion, nach der er Assistent bei Leopold Gmelin wurde.
Er erhielt 1838 eine Berufung als Professor der Chemie nach Aarau und wurde zum Konrektor der Kantonsschule ernannt. Von 1851 bis 1854 war er Präsident der Aargauischen Naturforschenden Gesellschaft.
1855 folgte er einem Ruf zum Mitbegründer des eidgenössischen Polytechnikums in Zürich, wo er Professor der technischen, pharmazeutischen und forensischen Chemie, der Agrikulturchemie und Toxikologie wurde und zwischen 1859 und 1865 das Rektorat dieser Anstalt führte. 1864 wurde er zur Zielscheibe studentischer Proteste gegen seine strenge Schulführung, in deren Zuge u. a. Carl von Linde zwangsexmatrikuliert wurde. Er redigierte von 1841 bis 1854 das Schweizerische Gewerbeblatt und seitdem mit Kronauer die Schweizerische polytechnische Zeitschrift. Bolley bemühte sich intensiv um die Förderung der schweizerischen Industrie.
Bolley schrieb ein sehr verbreitetes Handbuch der chemisch-technischen Untersuchungen (5. Aufl. von Stahlschmidt, Leipzig 1879) und begann die Herausgabe eines Handbuchs der chemischen Technologie in 8 Bänden (Braunschweig 1862 ff.), an dessen Bearbeitung mehrere Wissenschaftler beteiligt waren. Bolley beschäftigte sich hauptsächlich mit der Untersuchung von Färbesubstanzen und galt auf diesem Gebiet als erste Autorität (vgl. seine Schrift Altes und Neues aus der Farbenchemie, Berlin 1868).
Bolley war wiederholt als Berichterstatter und Präsident einer der Klassenjuries auf den internationalen Industrieausstellungen tätig und redigierte die schweizerischen offiziellen Berichte über diese Ausstellungen. Er starb am 3. August 1870 in Zürich-Fluntern.
Im Hauptgebäude der ETH Zürich (nahe Raum E59) befindet sich eine Porträtbüste aus Marmor zu Ehren Bolleys. Unweit des Chemiegebäudes hat die Stadt Zürich einen Strassenzug, die Bolleystrasse, nach dem verdienstvollen Chemiker benannt.